# مولت (مدل مو)

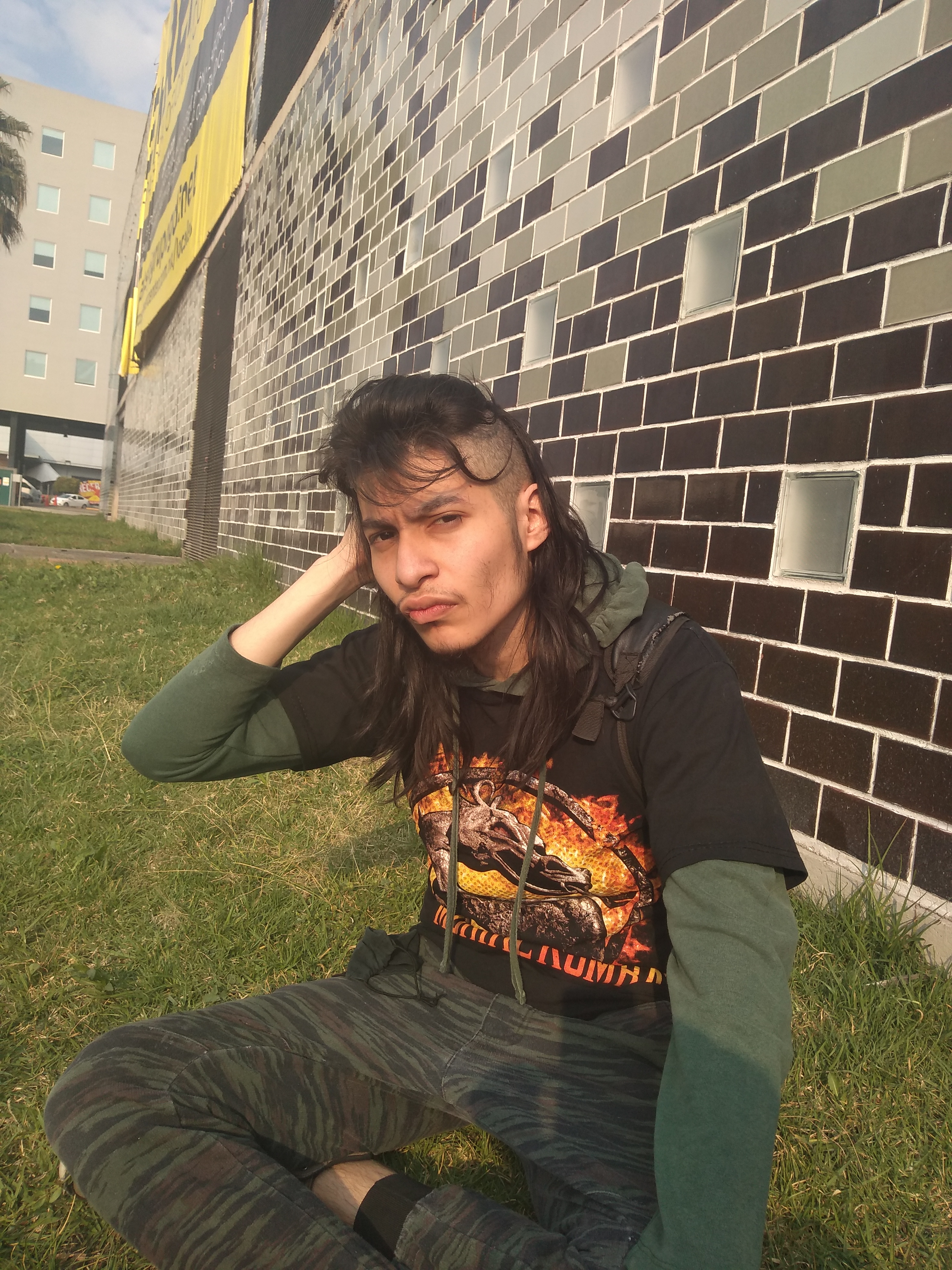
همانطور که در اینجا مشاهده می شود، این مدل مو معمولاً با تراشیدن دو طرف سر انجام می شود اما موها در جلو و پشت بلند می شوند.

مولت (به انگلیسی: mullet) نام مدل مویی است که در آن موهای جلو و اطراف سر کوتاه و موهای پشت بلند می‌باشند.